# Tempestade (X-Men)
Tempestade (Storm, no original) é uma personagem fictícia de história em quadrinhos do Universo Marvel Comics, alter-ego de Ororo Munroe, e membro dos X-Men. Sua primeira aparição foi em Giant-Size X-Men #1 (Maio de 1975).
A personagem foi criado pelo roteirista Len Wein e pelo desenhista Dave Cockrum. O conceito original de Cockrum para um personagem com o poder do controle do tempo era de um homem. Isso mudou depois que ele percebeu que havia diversas personagens femininas com habilidades relacionadas com felinos,logo sua ideia para uma heroína negra, foi criada e estavam e desenvolvida.Tempestade é membro de uma subespécie de humanos nascidos com habilidades sobre-humanas conhecidas como mutantes. Ela é capaz de controlar o clima e a atmosfera e é considerada uma dos mutantes mais poderosas do planeta.
Nascida na África,  Ororo Munroe, é filha de uma princesa tribal do Quênia e um fotojornalista americano.Tempestade foi criada no Harlem e no Cairo. Ela se tornou órfã depois que seus pais foram mortos no meio de um conflito árabe-israelense. Um incidente neste momento também traumatizou Munroe, deixando-a com claustrofobia com a qual ela lutaria a vida inteira. Tempestade é membro do X-Men, um grupo de heróis mutantes lutando pela paz e igualdade de direitos entre mutantes e humanos. Sob a tutela de um ladrão mestre, a adolescente Munroe tornou-se uma colecionadora habilidosa,meio pelo qual ela conhece por coincidência o poderoso mutante Charles Xavier, o Professor X. O Professor X convence Munroe a se juntar aos X-Men e usar suas habilidades para uma causa e propósito maiores. Possuindo habilidades de liderança natural e poderes formidáveis próprios, Tempestade liderou o X-Men às vezes e foi membro de equipes como os Vingadores e o Quarteto Fantástico.
Criado durante a Era do Bronze dos Quadrinhos, a Tempestade é a primeira grande personagem feminina da ascendência africana nos quadrinhos. Ela é considerada por alguns como a super-heroína feminina mais importante da Marvel Comics, tendo feito uma comparação favorável com a Mulher Maravilha da DC Comics. Quando Marvel e DC Comics publicaram a minissérie DC vs. Marvel em 1996, Tempestade lutou contra Mulher Maravilha em uma batalha individual e emergiu vitoriosa devido ao voto popular entre os leitores. Tempestade também faz parte de um dos relacionamentos românticos de perfil mais alto em todos os quadrinhos. Tendo casado com o amado namorado de infância e companheiro super-herói, Pantera Negra, governante da nação africana fictícia de Wakanda, através do casamento, Monroe se tornou Rainha consorte. O título ficou perdido no entanto, quando os dois se divorciaram.
Tempestade é uma das personagens mais proeminentes da série X-Men, tendo aparecido em várias formas de mídia relacionadas à franquia, incluindo animação, televisão, videogames e cinema. A personagem foi interpretada pelas atrizes Halle Berry e  Alexandra Shipp na série de filmes dos X-Men. Em 2011, ela ficou em 42º lugar na lista "Top 100 Comic Books Heroes" do IGN.

## Biografia ficcional do personagem

### Origem
Tempestade é descendente de uma antiga linha de feiticeiras africanas. Todas têm cabelos brancos, olhos azuis e potencial para usar magia. A mãe dela, N’Dare, era a princesa de uma tribo no Quênia. Ela casou-se com o fotojornalista americano David Munroe e mudou-se com ele para Manhattan onde Ororo nasceu. Quando Ororo fez seis meses, ela e os pais foram para o Cairo, Egito. Cinco anos depois, sua família foi vitima de um ataque aéreo. Seus pais foram mortos, mas ela sobreviveu, enterrada debaixo de pedregulhos e escombros próximo ao corpo da mãe dela. Este trauma deixou Ororo com claustrofobia severa que ainda a aflige hoje.
Sem casa e órfã, Ororo ficou sozinha na cidade, vagando pelo Cairo até que conheceu o mestre ladrão Achmed El-Gibar que lhe deu um lar e a treinou para ser uma ladra. Ela se tornou a melhor ladra de sua corja e talvez de todo o Cairo. Suas façanhas incluem roubar um rubi da X-Eterna Candra e um Opal de Ozimandias. Por um grande acaso, tentou roubar até de seu futuro professor Charles Xavier quando ele estava fazendo uma peregrinação solitária por todo o Mediterraneo, Ororo não obteve sucesso pois Xavier utilizou sua telepatia para ela devolver sua carteira. Ao usar seus poderes mentais na menina, foi interceptado mentalmente por Amahl Farouk (o mutante Rei das Sombras) que o desafiou para um duelo mental. Xavier o derrota, prendendo sua mente no plano astral.
Livre das explorações de Farouk e com apenas 12 anos ela sentiu a necessidade de ir para o sul em busca de suas origens. No Sudão, um motorista de caminhão tentou violá-la; Ororo foi forçada a matá-lo e jurou que nunca mataria outra vez. Ao chegar no Quênia, conheceu e teve um curto namoro com T’Challa (o futuro Pantera Negra) com quem perdeu a virgindade mais ou menos na mesma época em que seus dons mutantes floreceram. Com o fim do namoro, alcançou finalmente a pátria de seus ancestrais a planície do Serengeti, entre Tanzânia e Quênia. Lá, Ororo passou a usar seu poder em prol das tribos locais, sendo adorada por eles como uma espécie princesa e deusa. Ororo permaneceu com as tribos durante anos trazendo sempre chuva e um clima bom para o plantio. Mas, por desconhecer as consequencias de seus poderes, acabou gerando secas em outras regiões, matando gados em outras localidades da África. Durante uma aventura da primeira formação dos X-men, a equipe chegou a encontra-la e lutaram juntos contra um mutante chamado Dilúvio.

### X-Men
Como sua existência já era de conhecimento de Xavier, Ororo foi convocada para se unir aos X-Men, ele precisava recrutar rapidamente uma nova equipe de mutantes para salvar a original que foi capturada por Krakoa, a ilha viva. Tempestade aceitou ajudá-los mas com a dura decisão de abandonar sua terra e as necessidades de seu povo.
Ororo teve dificuldade para se adaptar a esta nova vida. Não entendia, entre outras coisas, porque não podia tomar banho nua na piscina. Este contraste cultural fez naturalmente se tornar amiga do mutante russo Colossus que, também teve dificuldade na adaptação e a chamava de “irmãzinha”. Jean também a ajudou bastante em sua adaptação à cultura ocidental e se tornaram melhores amigas.
O líder da equipe, Ciclope, sai dos X-Men depois do sacrifício da Fênix e Tempestade foi escolhida para assumir a liderança. Logo teve um forte elo com Kitty Pryde, a mais nova integrante da equipe.
Desafia Callisto em uma batalha pela liderança dos Morlocks, uma colônia de mutantes nos esgotos, Ororo vence.
Em The Uncanny X-Men # 173, outubro de 1983, Chris Claremont e o desenhista Paul Smith criaram uma nova aparência para a Tempestade, abandonando seu velho traje por visual punk adotando um corte de cabelo moicano.  A mudança de aparência foi inspirada na decisão do colega Walt Simonson de se arrancar a barba e o bigode enquanto estava de férias com sua esposa, a editora de X-Men, Louise Simonson . Ao retornar, a filha de Simonson, Julie, chateada com a nova aparência de seu pai, sai da sala.  Quando os editores decidiram mudar a aparência da Tempestade, Smith enviou uma série de projetos para eles, em uma entrevista em 2008, Smith afirmou que o visual surgiu de um desenho feito como uma piada, onde a Tempestade aparecia ao lado do ator Mr. T.
No Japão, Tempestade se torna amiga da ronin Yukio, essa amizade influenciou Tempestade em mudar sua atitude para a vida, abraçando o seu lado mais selvagem tão contido por causa de seus poderes. Para representar essa transformação, mudou seu e roupas mais agressivas. Porém sua amiga Kitty não aceita bem essas mudanças e não a reconhece mais como sendo a mesma Ororo. Ororo chama Kitty para conversar e resgatar a forte amizade que as duas tinham, a reação de Kitty foi inspirada no relato de Walt Simonson e sua filha Julie.

### Sem poderes
O mutante Forge inventou uma arma que era capaz de anular os poderes mutantes. Henry Gyrich resolve como teste utilizar a arma na mutante Vampira, vilã recém admitida nos X-Men, mas acaba acidentalmente atingindo Tempestade. Forge, se sentindo culpado leva Tempestade para um lugar seguro: sua casa. Os dois tem um curto e intenso caso. Tempestade o larga ao descobrir que ele era o responsavel pela perda do seus poderes.
Foi para África onde aceitou finalmente a perda de seus poderes. Depois, Loki ofereceu à Tempestade seu poderes de volta,se aceitasse se tornar a deusa do trovão de Asgard, mas rejeitou. Retornando aos X-Mens,provou ser uma grande líder e uma perigosa X-Men mesmo sem seus poderes, principalmente ao disputar a liderança dos X-Men com Ciclope e vencer a luta.
Aos poucos Ororo foi recuperando a confiança em Forge que lutou junto com os X-Men contra O Adversário, nesta luta os X-Men foram dados como mortos. Aproveitando o anonimato, se mudaram para a Austrália na antiga base dos carniceiros. E lá, seus poderes foram finalmente retornando.

### Tempestinha
Os X-Men achavam que ela estava morta por um raio acidental de Destrutor mas, na verdade ela estava viva e tinha sido transformada em criança pela vilã Babá, foi perseguida pelo Rei das Sombras e depois conheceu o ladrão Gambit que a chamava sempre de Tempestinha. Juntos começaram a trabalhar como ladrões, roubando sempre outros ladrões. Sua idade ia aumentando rapidamente.
Ororo é sequestrada com os Novos Mutantes e levada a Genosha. Quando enfrenta o Genengenheiro e Cameron Hodge, Tempestade enfim retorna à idade adulta se estabilizando. Posteriormente, voltando a Nova York, ela lidera uma equipe de X-Men que vai ao espaço resgatar o Professor X dos skrulls e salvar o Império Shiar. Ao retornar à Terra, acontece então a invasão do Rei das Sombras à Ilha Muir, que resulta no coma de Legião.
Quando os X-Men e os X-Factor se fundiram, o grupo se dividiu em duas equipes a azul e a dourada. Ciclope liderando a Azul e Tempestade a dourada. Forge, que agora trabalhava como suporte dos X-Men, estava incomodado por Tempestade nunca lhe dar atenção e, depois de discutirem, ao beija-la, a pediu em casamento. Ororo disse que precisava pensar, e passou o dia voando contente com o pedido e cogitando em abandonar a equipe para morar com Forge. Ela quase aceitou mas Forge percebe que seus sentimentos não são tão recíprocos. E que ela nunca abandonaria os X-Men, indo embora antes que ela desse sua resposta.
Tempestade enfrentou a mutante Medula, uma ex-Morlock revoltada que tinha colocado em seu próprio coração um acionador de uma bomba e ameaçava explodir os humanos capturados pelos seus aliados da nação Gene. Tempestade arranca o coração de Medula durante a batalha. Ela se culpa por matar a jovem mutante que deveria estar protegendo por ser líder dos Morlocks.

### ESX
A ESX (Elite de Segurança X) foi fundada por Tempestade como parte de um plano proposto aos líderes das grandes nações mundiais. Funcionaria como uma polícia mutante com atuação em âmbito mundial, intervindo em questões humanas/mutantes. A equipe acabou debandada após os trágicos eventos do Dia M.

### O casamento
Tempestade abandona os X-Men para ficar um tempo na Africa que, em meio a sua cruzada pessoal de combate a crimes que têm se tornado comuns em todo continente africano, se entrega a uma antiga paixão: o atual rei de Wakanda, T’challa, também conhecido como Pantera Negra. Em pouco tempo, T’challa. a pediu em casamento, o que a transforma na rainha de Wakanda, Ororo aceita dividindo opiniões tanto entre a população do país como entre colegas de equipe. Ela e T’challa  integraram o Quarteto Fantástico substituindo temporariamente Susan e Reed – que estavam em uma segunda lua de mel para tentar salvar o casamento. Mesmo depois da segunda lua de mel o casamento chega ao fim, depois de Tempestade deixar o marido para lutar ao lado dos X-Men depois Tempestade volta pros X-Men.

### Volta aos X-Men
Entediada com a vida de Rainha, compras e privacidade, ela volta para os X-men, claro.

### Surpreendentes X-Men
Esses retornos em missões específicas deve ter dado um saudosismo em Tempestade, pois pediu para retornar pra equipe porque estava se sentindo só. Ororo obviamente foi muito bem vinda, participando da equipe liderada por Ciclope.
Ajudou os X-Men também na corrida para encontrar o primeiro bebê mutante nascido após o Dia M.

### Ventos Solares
Tempestade também demonstrou ser controladora de Ventos Solares grandíssimos, e de ser até pior que  fogo, alem de tudo ela pode fazer uma Tempestade de Ventos Solares , com ventos totalmente frios e ao mesmo tempo com ventos extremamente quentes, gerando uma explosão que pode destruir toda uma cidade.

## Poderes e habilidades
Foi encontrada pelo Professor Xavier e uniu-se aos X-men que a transformaram em uma grande lutadora, tanto armada quanto desarmada. Além de saber grandes técnicas, que já fizeram ela ganhar lutas com “vilões” muito maiores, também consegue dominar uma série de elementos, assim como: Temperatura, umidade (a nível molecular), raios eletromagnéticos, pressão atmosférica, furacões, tempestades, nevadas, tempestades cósmicas, ventos solares, correntes oceânicas, campo eletromagnéticos. Seus poderes são tantos que ela pode elevar a pressão atmosférica em seus ouvidos causando muita dor e atordoamento, pode fazer uma junção de água com luz no ar e com sua manipulação de névoa pode tornar-se parcialmente ou completamente invisível, pode separar moléculas de água em hidrogênio e oxigênio por eletrólise, podendo assim respirar debaixo d’água. Tempestade também consegue manipular meios interestelares e intergalácticos, consegue alterar suas percepções visuais, fazendo com que ela consiga perceber fluxo de energia cinética, térmica e eletromagnética.Ela também é considerada uma ladra profissional, foi treinada por Achmed el-Gibar, Professor Xavier e Wolverine. Sua fisiologia permite a imunidade a condições climáticas e de temperatura extrema de calor ou frio, diminuição, ou aumento, rápido da pressão atmosférica, além de ser resistente a ataques psíquicos. Um de seus pontos fracos é seu estado emocional, um excesso de ira poderia causar uma tempestade destrutiva. Ela também sofre de claustrofobia por um trauma na infância. Levando assim a conclusão de que Tempestade é uma das personagens mais poderosas do universo Marvel
Ela é capaz de manipular o tempo, e alterar o clima, assim tendo influência sobre os elementos da natureza. Pode alterar a pressão atmosférica a Temperatura e Umidade. É capaz de controlar os elementos climáticos, criar chuvas, tempestades, trovões, relâmpagos, raios, tornados, neve, neblina, etc. Tempestade tem uma ancestral chamada Ashake, devota da deusa egípcia Ma'at (também conhecida como Oshtur, mãe de Agamotto), e possui fortes conexões com a linhagem de Tempestade. Embora Tempestade não tenha explorado totalmente seu potencial mágico, ela é considerada uma candidata poderosa no universo místico. Em leituras de Tarot, é frequentemente associada à carta da ''Alta Sacerdotisa'' e, em algumas realidades alternativas, ela se torna uma feiticeira em vez de uma mutante. A relação com figuras como a Feiticeira Escarlate e Agatha Harkness também é destacada, refletindo sua conexão com o mundo mágico.

## Em outras mídias

### Televisão
- Aparece como uma das personagens principais em X-Men: Animated Series, que teve uma continuação na série X-Men '97.
- Em X-Men: Evolution é uma membro fundadora dos X-men. Também possui um sobrinho mutante, Spyke.
- No desenho animado Wolverine and the X-Men (série), Tempestade aparece na África como deusa para o povo local. Volta para os X-Men após pôr fogo acidentalmente nas aldeias.
- What If...? inclui em sua terceira temporada uma Tempestade com os poderes de Thor, marcando a estreia da personagem no Universo Cinematográfico Marvel.

### Filmes
Foi interpretada no cinema por Halle Berry em 4 filmes.
- Em X-Men: O Filme (2000), Tempestade salva o mutante Wolverine e luta com Dentes de Sabre acertando-o com um raio. Na batalha final a mutante luta contra Groxo.
- Em X-Men 2 (2003), a mutante recruta Noturno junto com Jean Grey, e cria vínculos com o mutante teleportador, que a ajuda a salvar o Professor Charles Xavier.
- Em X-Men: O Confronto Final (2006) ela treina os mutantes Colossus, Lince Negra, Vampira e Homem de Gelo junto de Wolverine. Enfrenta Callisto duas vezes, na primeira ela perde e na batalha final ganha. Com a morte do Professor X se torna a nova diretora do Instituto Xavier.
- Em X-Men: Dias de um Futuro Esquecido (2014) luta contra os Sentinelas, onde na última batalha contra os robôs é a primeira a morrer.
- Em X-Men Origens: Wolverine (2009), em uma cena deletada uma Ororo criança interpretada por April Elleston-Enahoro aproxima-se da equipe Arma X após Wolverine decidir deixar o grupo.
- Em X-Men: Primeira Classe (2011), quando Charles procura mutantes no Cérebro, aparece em uma escola uma menina de cabelo cinza escrevendo em um livro no jardim, que é creditada como Ororo Munroe / Tempestade.
- Em X-Men: Apocalipse (2016), Ororo teve sua versão jovem interpretada pela atriz Alexandra Shipp. Orora é uma ladra em Cairo que é recrutada para ser uma Cavaleira de Apocalipse, mas no final se torna uma X-Men.
- Em Deadpool 2, a Tempestade de Alexandra Shipp é um dos X-Men vistos brevemente em uma sala antes do Fera fechar a porta.
- Alexandra Shipp reprisou o papel em X-Men: Fênix Negra, onde é parte da equipe dos X-Men.

### Videogames
- Tempestade é personagem jogável nos RPGs de ação X-Men Legends, X-Men Legends II: Rise of Apocalypse, Marvel: Ultimate Alliance, Marvel: Ultimate Alliance 2 e Marvel Ultimate Alliance 3: The Black Order.
- Tempestade é personagem jogável em vários dos jogos de luta da Capcom com os X-Men, no caso X-Men: Children of the Atom, X-Men vs. Street Fighter, Marvel vs. Capcom 2: New Age of Heroes e Marvel vs. Capcom 3: Fate of Two Worlds. Também é uma personagem de assistência em Marvel vs. Capcom: Clash of Super Heroes.
- Tempestade também participa dos jogos X-Men: Mutant Academy, X-Men Next Dimension,  Marvel Nemesis: Rise of the Imperfects, Marvel Super War, Marvel Snap, e Marvel Super Hero Squad. Também está disponível nas lojas do jogos Marvel Super Hero Squad Online e Marvel's Midnight Suns, e é  um personagem jogável nos jogos para dispositivos móveis Marvel Contest of Champions, Marvel Puzzle Quest e Marvel Future Fight.